# السلطة (فلسفة)
في الفلسفة السلطة  (تعني "امتلاك  القدرة" أو "توفر  الامكانية  " للقيام بشيء أو  لإدراك  شيء، إلخ) و هي  في جوهرها مفهوم علائقي. فإذا عددنا  السلطة جوهرا أو ظاهرة منبعثة من كيان ما، فإن القوة   تختلف عنها في كونها تربط بين أطراف متعددة.
أما العنف فهو استخدام أو  إِنْفاذ للقوة ، أو بالأحرى هو  التحول إلى الفعل، وذلك على عكس السلطة التي غالبًا ما تكفي بالتهديد، وفي الغالب  يكون ضمنيًا

## التعريف العام
بصفتها علاقة، تمتلك السلطة بعدًا غير متماثل، لأنها تهدف إلى أن تنتج بين الفاعلين شكلا من أشكال طاعة الأوامر. ومع ذلك، لا تُفهم السلطة من هذا الجانب العمودي فقط. لقد طرح الفلاسفة والمنظرون الحداثيون مسألة السلطة ومسألة المشروعية السياسية في صميم قضاياهم. وفي الواقع، السلطة محدودة بطبيعتها، وتعتمد على التوافق: أي علاقة غير متماثلة تعتمد جزئيًا على انخراط الأطراف المتعاقدة استنادا إلى آثارها. هذا الترابط بين السلطة والحق هو الإرث الرئيسي للنظريات الحديثة المتعلقة بحرية الأفراد في الامتثال للسلطة أو عدم طاعتها.
إضافة إلى ذلك، فإن مسألة تحدي السلطة هي نتيجة مباشرة للقيود المفروضة عليها: لا توجد أية سلطة لا تعرف تحديًا. ويمكن أن تكون مصدر هذه التحديات هو القانون، أو موضوع سياسي معين، أو إنكار لفكرة السلطة نفسها.و بالنسبة لبعض الفلاسفة، فإن السلطة هي علاقة أفقية بحتة ولا تتأسس إلا من خلال التجربة الجماعية، داخل واقع هو الفضاء العام.
الفضاء العام هو عنصر من عناصر "السلطة معًا" حيث تنشأ العلاقات على أساس المداولات والقرارات التي لا تصبح سياسية إلا من خلال جعلها متوافق عليها . تتوقف مسألة تقاسم الاختصاصات عن كونها تقنية في  اللحظة التي لا تُعرف السلطة إلا من خلال مبدأ  تشاركها . على سبيل المثال، عندما نقول إننا نستطيع أن نفعل شيئًا ما، فهذا يعني أن:
- لدينا القدرة على ذلك.
- لا أحد يمنعنا من فعله.
- لا نخشى تبعات ذلك.
- فيما يتعلق ببعض أشكال     التعبير، نقول ببساطة أننا "لا نستطيع".

فالسلطة إذن قريبة من مسألة "الإمكانية". إذا لم يكن لدينا القدرة، فلا يمكننا المشاركة فيها. يمكننا فقط إذا لم يعرقل أحد طريقنا. إذا كنا مشلولين من الخوف، فنحن في حالة استحالة. و من ثم، هناك مجموعة من "الشروط" لوجود السلطة، أي وجود "الإمكانية" لفعل شيء ما. هناك أيضًا مستويات مختلفة تمارس فيها السلطة، ومجالات مختلفة يمكن أن تتجسد فيها، وتنتشر، وتتحدى.

## القوة الفردية
على المستوى الفردي، يعني امتلاك القوة: هو  إمكانية القيام بشيء ما، ولكن في نطاق  يحدده الواقع. لا يمكننا، على سبيل المثال، الطيران بذراعينا. فالقوة محدودة بسبب كون أجسادنا وعقولنا مشروطة: بقوانين الفيزياء، سواء تلك الخارجة عن وجودنا (مثل الجاذبية، الضغط الجوي، إلخ) أو تلك التي هي جزء منا  (شكل الذراعين، مادة الجلد، إلخ: نحن لسنا طيورًا).
القوة الشخصية، الفردية، محدودة بقوانين الفيزياء وبحالتنا الإنسانية. وكذلك، ثانيًا، بالاعتماد المتبادل بين الكائنات. لا يمكن لشخصين إنتاج أفعال في نفس الوقت تكون غير متوافقة مع بعضها البعض. تؤدي فكرة السلطة الفردية إلى مفارقات لا يمكن تجاوزها إلا بتجاوز فكرة الأنا. سنتحدث عندها عن المصلحة العامة، أو المصلحة الجماعية، والفضائل ، والمجتمع، إلخ.

## السلطة السياسية
تشير كلمة "ديمقراطية" في أصلها إلى «سلطة الشعب". و تحدد مسألة من يمتلك السلطة (هل هو فرد، أو طبقة اجتماعية، أو مجموعة من الأفراد تشكلت بطرق مختلفة، أو جميع السكان بالكامل)، وكيف حصلوا عليها وكيف يمكنهم  فقدانها، مستوى ديمقراطية  أي نظام سياسي – و يمكن أن تتراوح من الديكتاتورية إلى الديمقراطية المباشرة.
في نظام بسيط، لا يمكن أن تكون السلطة سوى علاقة قوة (قوة معنوية أو قوة بدنية). لكن المجتمعات البشرية بطبيعتها معقدة، وهناك شبكة كاملة من الالتزامات المتبادلة التي تربط الناس فيما بينهم، وتجبرهم (أو تمنعهم من) التصرف بطريقة معينة عندما يكونون في ظل سياقات معينة، وإلا فإنهم يخاطرون بفقدان كل شيء أو دخول السجن.
لذلك هناك العديد من حالات السلطة، وطرق متعددة لتصنيف ممارسة السلطة:
- حسب طريقة عملها (أخلاقية، بدنية، إلخ.)
- حسب أهدفها (هل تستهدف الشخص، أو ممتلكاته، أو علاقاته، أو تحركاته، أو اتصالاته، إلخ.)
- حسب القناة التي تستعملها (الصحافة، الكلمة المباشرة، الجهاز السمعي البصري، إلخ.)
- حسب طريقتها (هل تستعمل الإقناع، أو إجبار، أو تفاوض، إلخ)
- حسب نطاقها (اقتراح، تصديق، حق النقض، إلخ)
- إلخ

## التقسيم المعاصر  للسلطة
يعتقد  مونتسكيو أن التطور الطبيعي للأنظمة السياسية يفضي  إلى  تركيز السلطات وتبسيط العلاقات، والتي يمكن أن تتحول بعد ذلك إلى علاقات قوة. وأنه يجب إذن بذل كل جهد  لتعزيز فصل السلطا                      و يمكن  أن نميز بين  أشكال مختلفة من السلطة:
داخل السلطة السياسية
- السلطة التنفيذية أو الحكومية
- السلطة القضائية
- السلطة التشريعية

أما تعبير "السلطة الرابعة"، الذي نشأ في الولايات المتحدة، فهو يشير إلى وسائل الإعلام الجماهيرية (مثل الصحافة والتلفزيون بشكل رئيسي). 
أخيرًا، يعتبر البعض أن الإنترنت، وخاصة المدونات، تمثل "السلطة الخامسة". فهم يرون  بالفعل أن المدونات مكتوبة من قبل أناس في الشعب، عكس وسائل الإعلام المحترفة.

## أنظر أيضا
- السلطة التنظيمية
- السلطة الروحية
- السلطة التأديبية
- السلطة الحيوية
- السلطة الاقتصادية
- السلطة السياسية
- السلطة الإعلامية
- السلطة السحرية
- السلطات العامة
- سلطات اتخاذ القرار